# Nemuroglanis
Nemuroglanis es un género de peces actinopeterigios de agua dulce, distribuidos por ríos y lagos de América del Sur y América Central.

## Especies
Existen cinco especies reconocidas en este género:
- Nemuroglanis furcatus F.R.V. Ribeiro, Pedroza y Rapp Py-Daniel, 2011
- Nemuroglanis lanceolatus Eigenmann y Eigenmann, 1889
- Nemuroglanis mariai (Schultz, 1944)
- Nemuroglanis panamensis (Bussing, 1970)
- Nemuroglanis pauciradiatus Ferraris, 1988